# Weingut Maximin Grünhaus

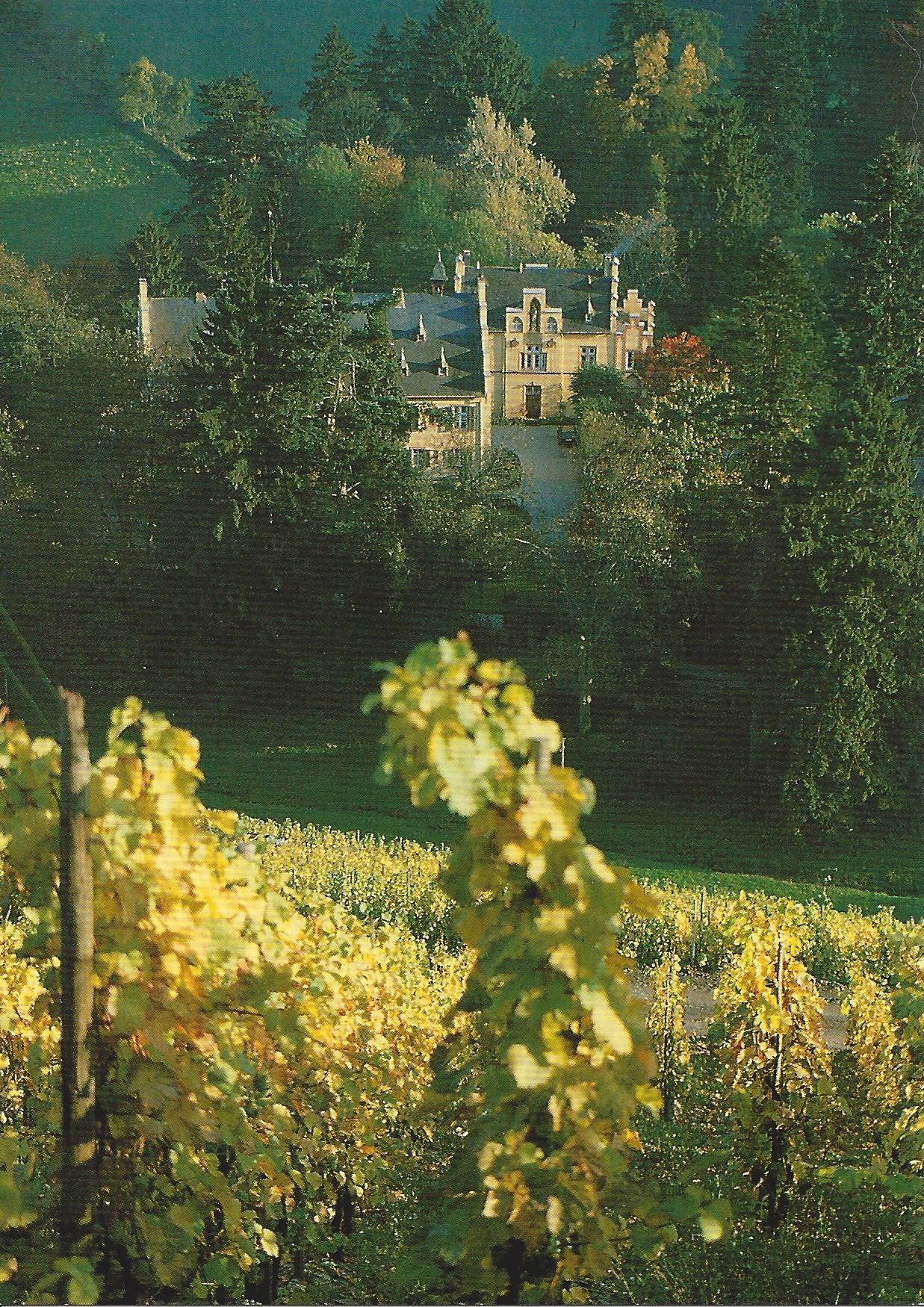
Weingut Maximin Grünhaus

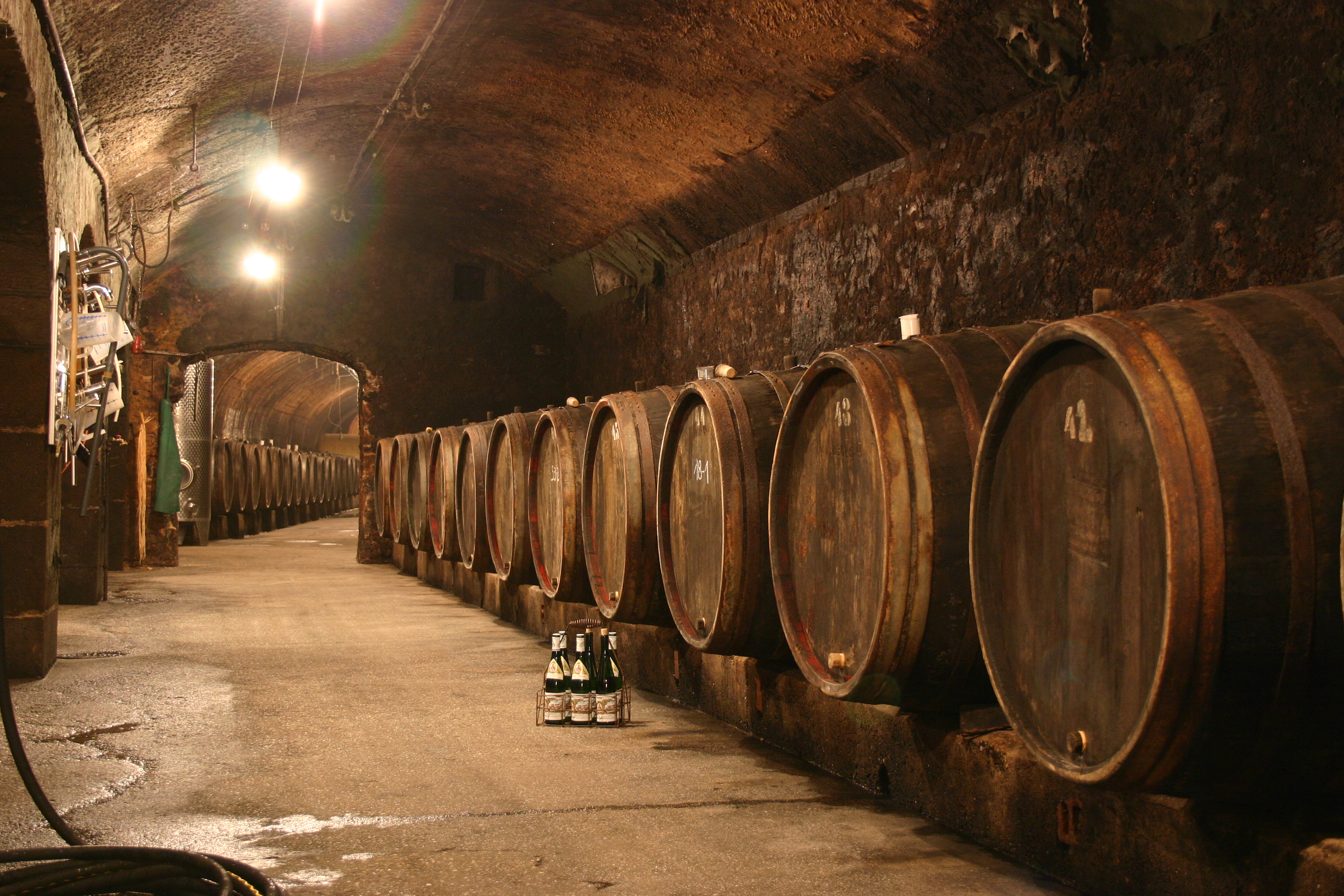
Fasskeller Grünhaus

Das Weingut Maximin Grünhaus in Grünhaus (Mertesdorf)  produziert Ruwerwein im deutschen Anbaugebiet Mosel.

## Geschichte
Die Ursprünge des Weinbaus am Grüneberg (Trier) liegen in römischer Zeit. Im Jahre 633 schenkte Dagobert I. dem Kloster St. Maximin in Trier die Besitztümer am Grüneberg. Dieser Besitz wurde 966 von Otto I. bestätigt. Bis zum Jahre 1802 wurde Maximin Grünhaus von der Benediktinerabtei bewirtschaftet.
Nach der Säkularisation unter Kaiser Napoléon Bonaparte war das Gut bis 1810 unter französischer Verwaltung. In diesem Jahr kaufte nach einer Versteigerung der erste weltliche Besitzer das Weingut, welches dann 1882 der Montanindustrielle Carl Ferdinand Freiherr von Stumm-Halberg als Mitgift für seine Tochter Ida Louise anlässlich ihrer Vermählung mit dem späteren General Conrad von Schubert erwarb. 2014 übernahm Maximin von Schubert die Führung des Weingutes von seinem Vater Carl-Ferdinand, der es seit 1981 geleitet hatte. Dieser war Winzer des Jahres nach Gault-Millau und erhielt zahlreiche weitere Auszeichnungen. Seit Januar 2016 ist das Weingut Mitglied im Verband Deutscher Prädikatsweingüter (VDP).

### Lagen
Die geschlossene Weinbergslage Maximin Grünhaus am hängig bis steilen Südhang des Grünebergs besteht aus den drei Einzellagen Bruderberg, Herrenberg und Abtsberg. Auf 34 Hektar Rebland wird auf roten und blauen Schieferverwitterungsböden vor allem Riesling kultiviert.
Der ehemalige Weinberg der Familie des Trierer Philosophen Karl Marx lag Im Viertelberg und gehört heute zur Lage Grünhäuser Herrenberg.

### Schloss
Das Schloss Grünhaus ist aus einem Hofgut der Trierer Abtei Sankt Maximin hervorgegangen und geht auf das 16. Jahrhundert zurück. Es besteht aus dem Haupthaus und der Marienburg, die im 19. Jahrhundert erbaut wurde.
In den Räumlichkeiten des Schlosses können Trauungen durch das Standesamt Ruwer vorgenommen werden.
In unmittelbarer Nähe entstand Mitte des 20. Jahrhunderts die evangelische Johannes-Kirche.
Zum Weingut gehören auch die Ökonomiegebäude am ehemaligen Bahnhof Grünhaus-Mertesdorf. Auf der ehemaligen Bahntrasse verläuft heute der Ruwer-Hochwald-Radweg.
Die ehemalige Grünhäuser Mühle an der Ruwer beherbergt heute ein Restaurant.